# Wettinia kalbreyeri
Wettinia kalbreyeri là loài thực vật có hoa thuộc họ Arecaceae. Loài này được (Burret) R.Bernal miêu tả khoa học đầu tiên năm 1995.